# Lelystad-Haven
Lelystad-Haven is de oudste wijk van de Nederlandse stad Lelystad (hoofdstad van de provincie Flevoland). Het is een vroeger zelfstandige kern, in 1951 ontstaan door de bouw van de eerste huizen voor de pioniers die aan de drooglegging van Oostelijk Flevoland werkten op het zogenaamde 'Perceel P', later 'Werkeiland Lelystad-Haven' . Zo ontstond een kleine nederzetting met een stuurhuis, een kantine die dienstdeed als dorpshuis en houten barakken voor de arbeiders. Voor de ingenieurs waren er stenen huizen, later werden er ook arbeidershuisjes gebouwd.
De wijk telt samen met villawijk Hollandse Hout, Werkeiland, 't Bovenwater en industrieterrein Noordersluis zo'n 3260 inwoners. Daarmee is het qua inwoners de vierde wijk van Lelystad. Lelystad-Haven is een van de wijken in Lelystad die beschikken over een wijkwinkelcentrum.
Hier komt ook het kanaal de Lage Dwarsvaart uit, een zijtak van het andere kanaal de Lage Vaart.

## Geschiedenis
Hoe geïsoleerd de bewoners op het werkeiland aanvankelijk waren, bleek in 1954. Een strenge winter maakte dat niemand van eiland af kon en voedsel moest per helikopter worden aangevoerd.
De huizen op het werkeiland zijn in 2007 opgeknapt en verkocht. Daarvoor waren de huizen in bezit van Pension De Lange Jammer. Rond deze tijd zijn ze ook aangemerkt als gemeentelijk monument.
De oude werkhaven is inmiddels een jachthaven (een van de vijf in Lelystad). Sinterklaas kwam een tijdlang ieder jaar in deze haven aan, maar arriveert tegenwoordig in Batavia-Haven.
Een tijdlang vond er een jaarlijkse Kunstmanifestatie plaats op het werkeiland, die veel bezoekers trok.

## Zeilplas 't Bovenwater
Nabij Lelystad-Haven ligt het Bovenwater, een recreatiemeer van Lelystad, verboden voor motorboten. (Stille motoren met vergunning mogen wel op het water, en de zeilvereniging mag ook over een motorboot beschikken.) Aan het meer ligt Jachthaven De Gnutten. Hier bevindt zich ook Watersportvereniging Het Bovenwater. Het meer is niet toegankelijk vanaf het IJsselmeer.

## Bekende inwoners van Lelystad-Haven
- Co Stompé, darter
- Karin Ruckstuhl, atlete
- Chiel Warners, atleet
- Aron Winter, voetballer

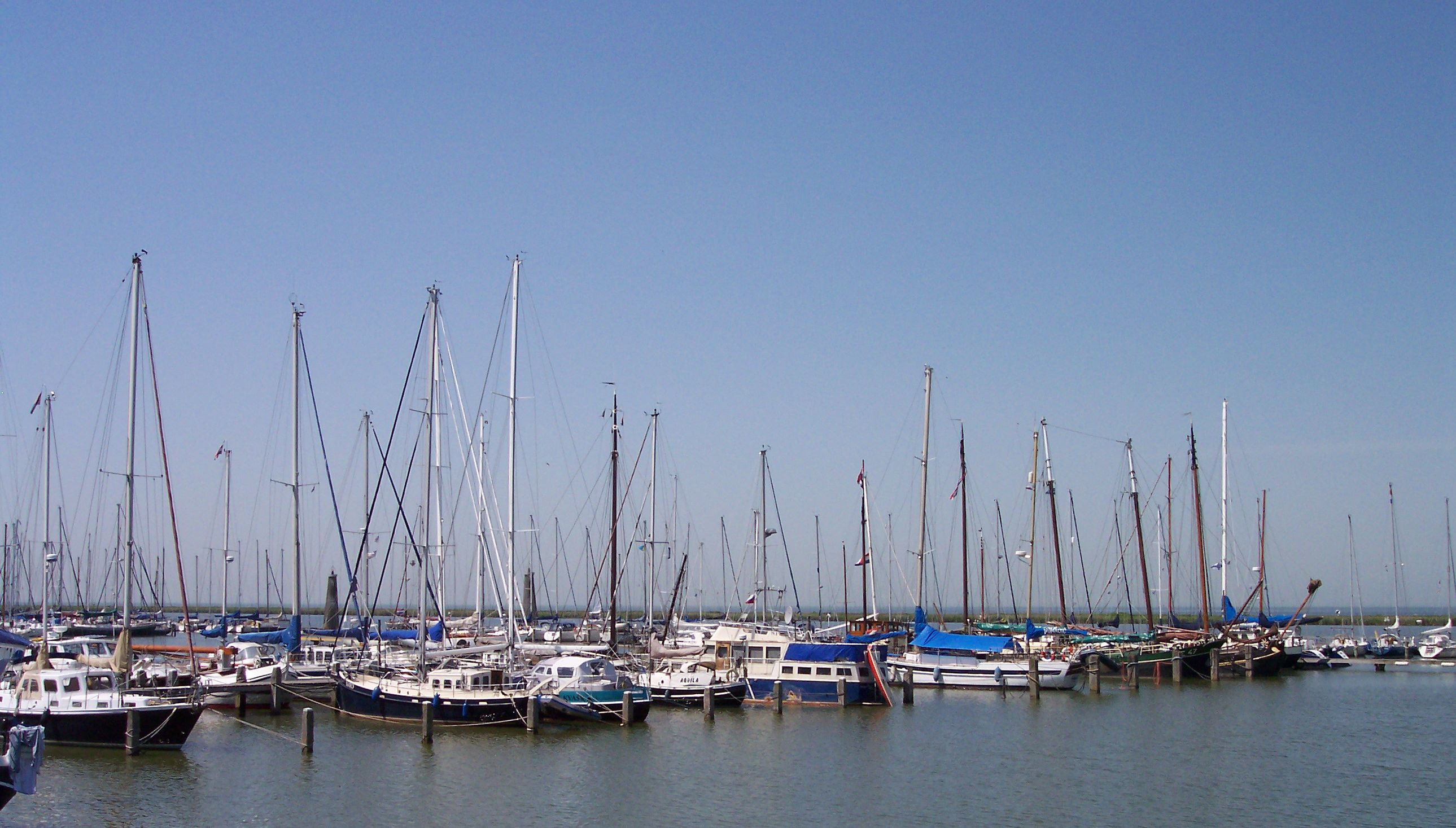
Jachthaven
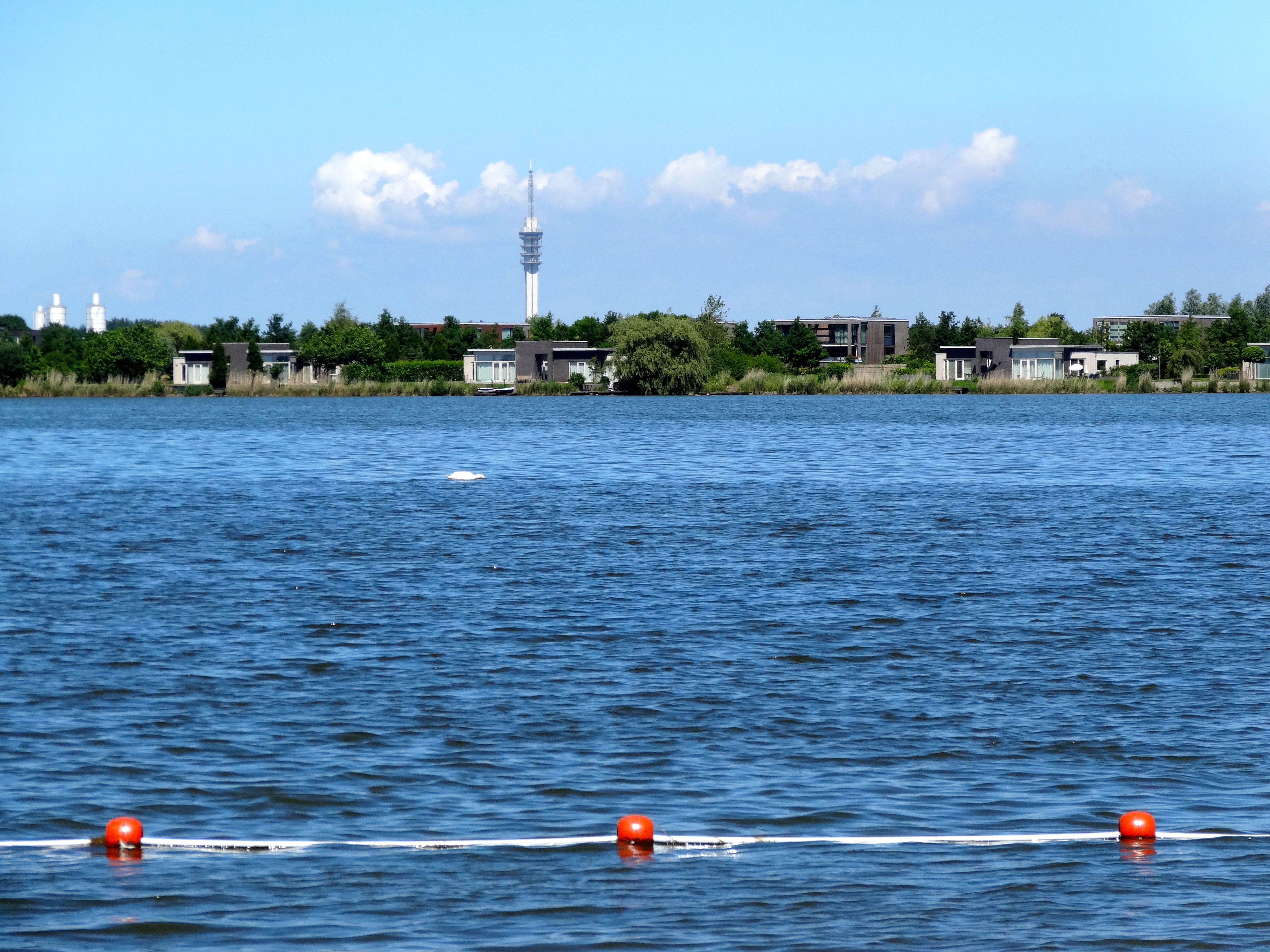
't Bovenwater